# Thorictus fairmairei
Thorictus fairmairei là một loài bọ cánh cứng trong họ Dermestidae. Loài này được Raffray in Fairmaire & Raffray miêu tả khoa học năm 1873.